# نوبوهیتو توریزوکا
نوبوهیتو توریزوکا (انگلیسی: Nobuhito Toriizuka؛ زادهٔ ۷ اوت ۱۹۷۲) بازیکن فوتبال اهل ژاپن است.
از باشگاه‌هایی که در آن بازی کرده‌است می‌توان به باشگاه فوتبال کونسادول ساپورو اشاره کرد.